# War Wind
War Wind ist ein Echtzeit-Strategiespiel. Es erschien 1996 für Windows und wurde von der Firma Dreamforge entwickelt, den Vertrieb übernahm SSI. Mit War Wind II: Die Invasion wurde es 1997 fortgesetzt.

## Handlung
War Wind wurde ein Jahr nach Warcraft II veröffentlicht und ist von diesem deutlich beeinflusst. Die Entwickler bemühten sich jedoch War Wind von seinem Vorbild abzuheben, so gibt es auf der imaginären Fantasy-Welt Yavaun, von der dieses Spiel handelt, gleich vier Rassen (Warcraft II hat zwei):

- Tha'Roon, schlangenartige Wesen, welche die Herrscherklasse bilden und für das Rationale stehen
- Obblinox, eine stämmige, echsenartige Kriegerrasse, die für den Körper steht
- Eaggra, pflanzenartige Wesen, die für Architektur und Bau eingesetzt werden und für das Gefühl stehen
- Shama'Li, eine eher zierliche, für alles Religiöse zuständige und mit Bemalungen überzogene Rasse, die für das Geistige steht

Alle Rassen verfolgen unterschiedliche Ziele. Die Tha'Roon wollen die rebellischen Umtriebe beenden und ihre bedrohte Herrschaft wieder festigen. Die Obblinox streben nach einer ehrenhaften Neuordnung, innerhalb derer jede Rasse ihren Platz findet. Die Eaggra wollen sich endlich von der Herrschaft der Tha'Roon befreien und proben den Aufstand. Die Shama'Li schließlich streben danach alle Rassen in einer friedlichen und gleichberechtigten Koexistenz zu vereinen. Hierzu versuchen sie die Beschwörung Naga Rons zu erreichen, von dem alle vier Rassen ausgingen. In den vier Kampagnen des Spiels, für jede Rasse eine, versucht man diese Ziele der jeweiligen Rasse zu erreichen. Es herrscht kein durchgehendes "Jeder gegen jeden" Prinzip vor, so entsteht im Laufe der Kampagnen der Eaggra und Shama'Li eine Freundschaft zwischen beiden Rassen, die in einem Bündnis mündet.

## Spielprinzip
In seiner Spielweise und Bedienung ähnelt War Wind anderen Echtzeit-Strategiespielen, so gibt es auch hier die in diesem Genre allgegenwärtige Forschung. Es spielt sich meist relativ gemächlich (sofern z. B. keine Angriffe des Gegners auf die eigene Basis erfolgen) und puzzleartig. Die Missionsziele sind recht unterschiedlich und bestehen nicht ausschließlich in der Zerstörung gegnerischer Basen, sondern können auch schon mal im Diebstahl wichtiger Dokumente oder der Eskorte eines Trupps, der einer anderen Rasse ein Dankesgeschenk überbringen soll, liegen. In Kneipen können neue Einheiten und Söldner angeworben werden, mit einer festgelegten, geringen Wahrscheinlichkeit tauchen dort auch von Zeit zu Zeit Helden auf, die über besondere Fähigkeiten verfügen. So ist es beispielsweise einem Eaggra-Helden möglich bereits gefällte Bäume wieder zurückzuzaubern, so dass es nie zu einem vollständigen Ressourcenengpass kommt. Bei jeder Rasse gibt es eine Unterteilung in Stammesfürst, Arbeiter, Magier, Kämpfer und Spezialeinheiten, die alle ihre spezifischen Fertigkeiten haben. Die Einheiten (außer Söldner) können in den Kategorien Kraft, Tarnung, Sicht, Geschwindigkeit und Panzerung Bioupgrades erhalten, die in Verbesserungen wie einer Selbstheilungsmöglichkeit oder schwereren Entdeckbarkeit bei Spionen resultieren.
Wenn eine bestimmte Anzahl einer Einheit vorhanden ist (meist etwa vier) kann eine dieser Einheiten zu einer fortgeschrittenen Einheit aufgewertet werden. Es ist sogar möglich diese Einheiten nochmals zu Supereinheiten aufzuwerten. Von Mission zu Mission können mit Ausnahme dieser Supereinheiten eine unterschiedliche Anzahl von Einheiten in eine Art Einheitengalerie übernommen werden, von der zu Beginn einer Mission eine ebenfalls festgelegte Anzahl für den folgenden Einsatz wählbar ist. Dadurch ergibt sich der Anreiz, vorsichtig mit den Einheiten umzugehen und durchdacht an der Herausbildung von fortgeschrittenen Einheiten zu arbeiten, da bis zum Ende hin in besagter Einheitengalerie schrittweise eine Elitetruppe aufgebaut werden kann, die dann in der letzten Mission vollständig einsetzbar ist.
Alle Rassen besitzen die Fähigkeit, Brücken, Fahrzeuge und Boote zu bauen. Minen können gelegt und fliegende Sprengkörper auf Gegner losgelassen werden. Yavaun besitzt eine vielfältige Fauna, manche Tiere sind harmlos und passiv beziehungsweise nicht dauerhaft gefährlich (es gibt ein Tier, das Einheiten kurzfristig lähmt, wenn diese in seiner Nähe sind), manch andere sind aggressiv und müssen bei einer Konfrontation getötet werden. Auf den Karten finden sich gelegentlich Schätze oder Ausrüstungsgegenstände.
Insgesamt unterscheiden sich die Rassen deutlicher voneinander als in vielen anderen Strategiespielen, wo sich die Einheiten fast oder gänzlich nur optisch unterscheiden, allerdings nicht so stark wie bei dem anderthalb Jahre später erschienenen StarCraft.
Jede der Kampagnen besteht aus sieben Missionen, was für alle Rassen zusammen somit 28 Missionen ergibt. Nach jeder Mission gibt es zur Belohnung eine Zwischensequenz, es wird versucht eine möglichst dichte Atmosphäre aufzubauen und eine spannende Geschichte zu erzählen.
War Wind enthält einen Szenario-Editor zur Erstellung eigener Single- und Multiplayerlevel.

## Grafik und Sound
Auflösung und Farbtiefe haben den Standard der Zeit zur Veröffentlichung des Spiels (640 × 480, 256 Farben). Die Einheiten und Helden sind sorgfältig gestaltet, die Rassen und Clans grenzen sich durch Farben und Gestaltungsmerkmale deutlich voneinander ab. Hinzu kommen passende Geräuscheffekte bei Bewegung, Anwahl der jeweiligen Einheit und Quittierung des gegebenen Befehls. Es stehen zehn von der Atmosphäre her zum Fantasy Sujet passende Musikstücke als Hintergrunduntermalung bereit, die einzeln anwählbar sind. Die Zwischensequenzen sind als animierte Filmszenen gestaltet. Dazu wird eine kurze Textpassage (mit der Stimme Naga Rons) aus dem Off gesprochen.

## Multiplayer
Modem und serielle Verbindung (bis zwei Spieler), Netzwerk (TCP/IP oder IPX, bis acht Spieler)

## Rezeption des Spiels
War Wind erhielt teilweise hervorragende Kritiken, so vergab die bekannte englischsprachige Spieleseite Gamespot eine Wertung von 8,8 von 10 Punkten, das deutsche Magazin Power Play vergab 86 von 100 Prozent, ferner vergaben die PC Action und die PC Games Wertungen von 75 % respektive 78 %. Trotz dieses Kritikerzuspruchs erreichte das Spiel nicht den Status von Warcraft II oder anderen Verkaufsschlagern. Bereits ein Jahr nach Veröffentlichung fand es den Weg in Spielesammlungen (Gold Games 2) oder als Vollversion auf Heft-CDs, so etwa bei der Zeitschrift GameStar in Ausgabe 1/1998.